# Aminopyralid
Aminopyralid ist eine chemische Verbindung aus der Gruppe der Pyridincarbonsäuren.

## Verwendung
Aminopyralid, ein Herbizid aus der Klasse der synthetischen Auxine, wurde von Dow Chemical entwickelt und 2007 auf den Markt gebracht.
Die Verbindung wird gegen Problemunkräuter wie Ampfer, Disteln, Hahnenfuß-Arten, Traubenkräuter (Ambrosia) und Greiskräuter verwendet. Es wirkt außerdem gegen Brennnesseln, Löwenzahn, Vogelmiere und holzige Pflanzen wie Rubus (z. B. Brombeeren und Himbeeren), dabei besitzt Aminopyralid eine sehr gute Grasverträglichkeit. Aminopyralid ist auch gegen einzelne Nutzpflanzen, wie z. B. Hülsenfrüchtler und Nachtschattengewächse (Kartoffeln), mit einem NOEL von ca. 0,025 g a.e./ha extrem wirksam.

## Zulassung
Aminopyralid ist in vielen Staaten der EU, auch in Deutschland und Österreich, sowie in der Schweiz als Wirkstoff in Pflanzenschutzmitteln zugelassen.

## Remante Wirkung
Aminopyralid wird in Gräsern zu einer inaktiven Cellulose-Verbindung metabolisiert. An Cellulose gebundenes Aminopyralid wird unter anaeroben Bedingungen nicht abgebaut und kann nach Ausbringung mit Mist, Gülle, Jauche, Kompost oder Gärsubstrat wieder reaktiviert werden. Dies kann zu Schäden an Nutzpflanzen führen.